# Рунемарк, Ханс
Ханс Рунемарк (швед. Hans Runemark; 7 января 1927 — 11 декабря 2014) — шведский ботаник и лихенолог.

## Биография
Ганс Рунемарк родился 7 января 1927 года в Чикаго. В 1956 году окончил Лундский университет. Диссертация, представленная к защите для получения степени доктора философии, впоследствии была опубликована как монография в журнале "Botaniska Notiser". Рунемарк использовал только открытую технику бумажной хроматографии как инструмент в систематике лишайников, а монография содержала описания видов с детальными картами распространения в северных и европейских регионах. Его работа все еще актуальна, и ее можно считать одной из первых современных монографий.
После получения степени доктора философии Рунемарк оставил изучения лишайников и заинтересовался изучением эндемиков Эгейских островов. Он использовал растительность архипелага как лабораторию для изучения эволюционных процессов в малых растительных популяциях.
В 1970-1992 годах Рунемарк был назначен профессором систематической ботаники Лундского университета. В июле 1993 года Рунемарк был награжден золотой медалью OPTIMA, Болгария.
Ганс Рунемарк умер 11 декабря 2014 года.

## Ботаническиеэпонимы
- "Omphalodes runemarkii" Strid & Kit Tan
- "Iberis runemarkii" Greuter & Burdet
- "Arenaria runemarkii" Phitos
- "Cerastium runemarkii" Möschl & Rech. f.
- "Silene sedoides" subsp. "runemarkii" Oxelman
- "Asperula lilaciflora" subsp. "runemarkii" Ehrend. & Schönb.-Tem.
- "Allium runemarkii" Trigas & Tzanoud.
- "Prunus runemarkii" Eisenman
- "Thinopyrum runemarkii" Á.Löve
- "Astragalus runemarkii" Maassoumi & Podlech